# Acer niveum
Acer niveum é uma espécie de árvore do gênero Acer, pertencente à família Aceraceae.